# Aoulef
Aoulef (în arabă أولف) este o comună din provincia Adrar, Algeria.
Populația comunei este de 21.723 de locuitori (2008).